# Annemarie von Gabain
Annemarie von Gabain (née le 4 juillet 1901 à Morhange (Mörchingen) en Lorraine annexée et morte le 15 janvier 1993 à Berlin) est une turcologue et sinologue allemande.
Elle a dirigé des travaux de recherches pour les fouilles allemandes de la préfecture de Tourfan.

## Biographie
Elle est la fille d'un général prussien d'origine huguenote, Arthur von Gabain, mais elle reçoit une éducation catholique, comme sa mère. Elle commence sa scolarité secondaire à Mayence, où son père commande au 1er régiment d'infanterie no 87 de Nassau, puis à Brandebourg, où elle passe son baccalauréat (Abitur en allemand), le 13 février 1920. Ensuite, elle se rend à Berlin, afin de poursuivre ses études universitaires. Elle s'inscrit en mathématiques, sinologie et turcologie. Elle passe sa thèse en sinologie. Annemarie von Gabain étudie la turcologie auprès de Wilhelm Bang-Kaup.
De 1935 à 1937, elle enseigne en tant que professeur visiteur à Ankara, dans le cadre de la fondation d'un institut de sinologie. De semestre d'été 1938, jusqu'au semestre d'hiver 1944-1945, elle donne des cours à l'université de Berlin. Elle s'inscrit en décembre 1939 au  NSDAP (membre no 7.311.591). Elle appuie l'action de sauvetage à l'égard de l'islamologue et turcologue polonais, Tadeusz Kowalski, qui avait été déporté dans le cadre de la Sonderaktion Krakau. Au début des années 1940, elle fait partie du conseil scientifique éditorial, avec Gerhard von Mende et Olaf Hansen d'un ouvrage intitulé Völker, Volksgruppen und Volksstämme auf dem ehemaligen Gebiet der Sowjetunion. Geschichte, Verbreitung, Rasse, Bekenntnis, édité par le Bureau pour la race et le peuplement  et l'Institut für Grenz- und Auslandsstudien. Le but de ces études est de prouver que les peuples établis dans l'« ancien espace soviétique » sont voués à se fondre dans des peuples plus forts et plus « modernes ». En fait il s'agit d'éliminer les bolchéviques et de prouver que leurs soutiens ethniques sont incapables d'affronter la modernité. Vers la fin de la guerre, alors que la bataille de Stalingrad a porté un coup fatal aux armées du Troisième Reich, Annemarie von Gabain dirige un département de littérature organisé au sein de la Arbeitsgemeinschaft Turkestan mise en place par la Société orientale allemande, dans le but de former des aumôniers de guerre (Feld-Mullahs) musulmans pour les légionnaires ou soldats musulmans de la Wehrmacht. Ces derniers sont recrutés parmi les prisonniers de guerre originaires des républiques musulmanes de l'Union soviétique. Le recrutement est en fait trop faible et le soulèvement des musulmans contre Staline n'a pas lieu.
Annemarie von Gabain collabore aussi à l'Académie des sciences de Prusse, où grâce à l'aide d'Ouzbeks enrôlés à la légion du Turkestan de la Wehrmacht, elle publie en 1945 une grammaire ouzbèke
De 1946 à 1949, elle travaille au musée de Bad Reichenhall. De 1949-1950, jusqu'à sa retraite en 1966, elle est professeur hors-cadre en turcologie à l'université de Hambourg. Elle est élue en 1959 membre-correspondant de l'Académie des sciences de la RDA, en 1969 membre extraordinaire et en 1990 membre ordinaire.
Elle a eu notamment pour élève Annemarie Schimmel.

## Sources
- (de) Cet article est partiellement ou en totalité issu de l’article de Wikipédia en allemand intitulé « Annemarie von Gabain » (voir la liste des auteurs).

- Notices d'autorité :   - VIAF
  - ISNI
  - BnF (données)
  - IdRef
  - LCCN
  - GND
  - Italie
  - CiNii
  - Belgique
  - Pays-Bas
  - Pologne
  - Israël
  - NUKAT
  - Catalogne
  - Vatican
  - Australie
  - Norvège
  - Tchéquie
  - WorldCat